# Коханки (телесеріал, Велика Британія)
Коханки — британський драматичний телесеріал, який розповідає про перипетії особистого життя чотирьох подруг, про непрості і не завжди моральні аспекти їхніх інтимних стосунків з чоловіками і не тільки з чоловіками, про специфіку жіночої дружби в зрілому віці.
Перший сезон серіалу демонструвався на телеканалі BBC One з 8 січня по 12 лютого 2008 року. Другий сезон з 17 лютого по 24 березня 2009 року. Третій, завершальний, сезон вийшов на екрани в період з 5 по 26 серпня 2010. Перші два сезони складалися з 6 серій кожен, а третій сезон був найкоротшим, всього 4 серії.

## Сюжет
Серіал демонструє нам потаємний бік життя сучасної емансипованої жінки. Ії надії, сподівання, прагнення і амбіції. Особливий акцент зроблено на позашлюбних інтимних стосунках головних героїнь серіалу. Чотири жінки — чотири окремі історії, об'єднані в єдиний сюжет через їхню дружбу й співпереживання.

### 1 сезон
Кеті Роден — лікарка загальної практики, довгий час є коханкою власного, невиліковно хворого пацієнта, Джона Грея. Коли фізичний стан Джона дуже сильно погіршується, він просить Кеті допомогти йому безболісно піти з життя. Кеті задовольняє бажання Джона і вбиває його, таким чином, щоб це було схоже на раптову смерть від загострення його хвороби. Після смерті Джона, в Кеті зав'язуються стосунки з його сином Семом, котрий значно молодший за неї і також є її пацієнтом. Згодом, Кеті сповнена почуттям провини через те, що допомогла Джону померти, розповідає Сему про обставини смерті його батька. Сем повідомляє цю інформацію своїй матері та поліції, внаслідок чого Кеті відсторонюють від роботи.
Труді Маллой — вдова після подій 11 вересня і мати двох маленьких дівчат. Жінка переконана, що її чоловік живий, адже тіло так і не знайшли, вона не припиняє спроби його знайти, проте її пошуки, не дають результатів. У Труді виникають романтичні стосунки з Річардом, батьком-одинаком, чия донька навчається в одній школі з її дітьми. Також вона отримує чек на 2 мільйони доларів, від фонду допомоги сім'ям жертв подій 11 вересня і невдовзі після цього з нею виходить на зв'язок жінка на ім'я Саллі, яка стверджує, що була коханкою чоловіка Труді і має від нього сина. Згодом виявляється що чоловік Труді справді живий, він скористався з терактів 11 вересня, щоб інсценувати свою смерть і піти від Труді, до своєї коханки Саллі, а тепер намагається видурити в колишньої дружини частину грошей отриманих від благодійного фонду. Труді вирішує повідомити владу про шахрайство свого чоловіка і повертає гроші отримані від благодійників.
Шівон Діллон — успішний юрист, разом зі своїм чоловіком Харі, давно й безуспішно прагне зачати дитину. Через невдалі спроби завагітніти пара проходить обстеження в медичному центрі. Паралельно підтримує інтимні стосунки з колегою по роботі. Згодом майже одночасно Шівон дізнається що вона вагітна, а її чоловік, за результатами обстеження, безплідний. Перед Шівон постає складна дилема, вона картає себе за службовий роман, хоче зберегти сім'ю і не знає чи варто розповідати чоловіку про свою зраду.
 — працює в компанії, як організатор урочистих подій, має за коханця власного шефа, Саймона Беннетта, окрім цього не цурається випадкових стосунків на одну ніч. Працюючи над організацією великого весілля лесбійської пари, Джессіка, просто з цікавості до лесбійських відносин, зваблює одну з наречених, Алекс. Потім кидає її і прямо на весіллі яке організувала, зваблює іншу жінку. Згодом, як подарунок для свого шефа, влаштовує йому секс втрьох з собою і своєю подругою, з якою познайомилась на весіллі.

### 2 сезон
Кеті Роден влаштовується на нову роботу, і заводить нові стосунки з колегою, Деном Тейтом. Новий керівник Кеті, Джек Хадсон, виявляється її колишнім хлопцем ще з університетських років. Джек давно одружений, проте досі має почуття до Кеті і прагне повернути минуле кохання. Любовний трикутник, що зароджується стає джерелом конфліктів, а згодом в ситуацію втручається ще й дружина Джека Хадсона, яка дізнається про зраду чоловіка.
Труді Маллой і Річард Данлоп починають жити разом. Виявляється що Річард не самотній, його дружина тяжко хвора й перебуває в притулку для пацієнтів з хворобою Альцгеймера. Труді починає продавати випічку власного виробництва, в місцевому магазині, і з часом в неї виникає короткочасний роман з власником цього магазину. Незважаючи на зраду Труді, і таємниці Річарда, вони знаходять спільну мову й починають жити як справжня сім'я.
Шівон Діллон народжує дівчинку і повертається до роботи, а її чоловік, Харі, лишається вдома і доглядає за дитиною. Проте він так і не зміг пробачити дружині зраду, їхні особисті стосунки залишаються напруженими, сплять вони в різних ліжках. Щоб задовольнити свої сексуальні потреби, Шівон вдається до знайомств в барах на одну ніч, проте після ночі проведеної Томом Маккормаком, все ускладнюється. Чоловік починає переслідувати Шівон, приходить до неї додому, ставши клієнтом юридичної фірми де вона працює, надсилає її чоловіку фотографії, з доказами зради. Все це руйнує шлюб Шівон і Харі.
Джессіка Фрейзер перебуває у відкритому шлюбі з Марком Харді, проте не зважаючи на домовленості, починає його сильно ревнувати і починає йому висловлювати своє невдоволення його стосунками на стороні. Натомість Марк заявляє про не готовність до моногамних стосунків і вони розлучаються. Згодом Джессіка дізнається що вона вагітна.

### 3 сезон
Кеті Роден занурена в сімейний конфлікт зі своєю матір'ю. Окрім цього зближується з Річардом (співмешканцем Труді Маллой). І хоча їхні стосунки не зайшли далі єдиного поцілунку, це сильно травмує Труді, вона почувається зрадженою і розриває всілякі стосунки з Кеті.
Труді Маллой витрачає все більше часу на розвиток свого бізнесу з виробництва солодощів, і мимоволі зраджує Річарда зі своїм інвестором, Крісом. Пізніше Річард гине в автокатастрофі, а Труді дізнається про його роман зі своєю подругою Кеті, це розбиває її серце і приводить до припинення спілкування з подругою.
Шівон Діллон полишає інтимні зустрічі з чоловіками, і зосереджує свою увагу на вихованні доньки. Згодом в її життя повертається Домінік Монтгомері, батько дівчинки, він заручений і збирається одружуватися на іншій жінці, але спілкування з Шівон пробуджує в ньому старі почуття і він скасовує свій шлюб, щоб повернутися до Шівон.
Джессіку Фрейзер очікують непрості випробування. В неї стався викидень, бізнес її чоловіка, Марка збанкрутував і пара опиняється у скруті. Марк бере гроші в Борг у Шівон Діллон, нібито для оплати процедури ЕКЗ, щоб зачати нову дитину з Джессікою, але натомість витрачає гроші на спробу відновити свій бізнес. Джессіка дізнавшись про це сильно розлючується, її стосунки з подругою і чоловіком руйнуються.

## В ролях
| Актор          | Персонаж                                                              | 1 сезон              | 2 сезон              | 3 сезон              |
| -------------- | --------------------------------------------------------------------- | -------------------- | -------------------- | -------------------- |
| Сара Періш     | Кеті Роден лікарка загальної практики                                 | Основний персонаж    | Основний персонаж    | Основний персонаж    |
| Шерон Смолл    | Труді Маллой вдова після подій 11 вересня і мати двох доньок          | Основний персонаж    | Основний персонаж    | Основний персонаж    |
| Орла Брейді    | Шівон Діллон успішна адвокатеса                                       | Основний персонаж    | Основний персонаж    | Основний персонаж    |
| Шеллі Конн     | Джессіка Фрейзер організаторка урочистостей яка часто змінює коханців | Основний персонаж    | Основний персонаж    | Основний персонаж    |
| Адам Рейнер    | Домінік Монтгомері коханець Шівон Діллон                              | Роль другого плану   | Роль другого плану   | Роль другого плану   |
| Флоссі Юре     | Джина Маллой донька Труді Маллой                                      | Роль другого плану   | Роль другого плану   | Роль другого плану   |
| Патрік Баладі  | Річард Данлоп коханець Труді Маллой                                   | Роль другого плану   | Роль другого плану   | Роль другого плану   |
| Ліззі Воткінс  | Емі Данлоп коханка загиблого чоловіка Труді Маллой                    | Роль другого плану   | Роль другого плану   | Роль другого плану   |
| Адам Астілл    | Саймон Беннетт начальник і коханець Джессіки Фрейзер                  | Роль другого плану   | Роль другого плану   | Роль другого плану   |
| Раза Джафрі    | Харі Діллон чоловік Шівон Діллон                                      | Роль другого плану   | Роль другого плану   |                      |
| Джоанна Райт   | Кеті Маллой донька Труді Маллой                                       | Роль другого плану   | Роль другого плану   |                      |
| Олівер Мілберн | Марк Харді чоловік Джессіки Фрейзер                                   |                      | Роль другого плану   | Роль другого плану   |
| Марк Данбері   | Дагган начальник Шівон Діллон                                         | Роль другого плану   | Роль другого плану   |                      |
| Стівен Бренд   | Джек Хадсон колега Кеті Роден, котрий в минулому був її коханцем      |                      | Роль другого плану   |                      |
| Марк Умберс    | Ден Тейт колега і коханець Кеті Роден                                 |                      | Роль другого плану   |                      |
| Шон Френсіс    | Лукас Адамс власник магазину                                          |                      | Роль другого плану   |                      |
| Томас Лок'єр   | Том Маккормак випадковий коханець Шівон Діллон який її переслідує     |                      | Роль другого плану   |                      |
| Наташа Літтл   | Меган Хадсон дружина начальника Кеті Роден                            |                      | Роль другого плану   |                      |
| Макс Браун     | Сем Грей коханець Кеті Роден і син її попереднього коханця            | Роль другого плану   |                      |                      |
| Прея Калідас   | Керрі асистент і коханка чоловіка Джессіки Фрейзер                    |                      | Роль другого плану   |                      |
| Кріс Гарнер    | Роб Керрінгтон колега Кеті Роден                                      | епізодичний персонаж |                      |                      |
| Еліс Томас     | Ліза одна з наречених лесбійок                                        | епізодичний персонаж |                      |                      |
| Джоан МакКвінн | Саллі Мур коханка чоловіка Труді Маллой                               | Роль другого плану   |                      |                      |
| Анна Торв      | Алекс наречена лесбійка, яка була коханкою Джессіки Фрейзер           | Роль другого плану   |                      |                      |
| Джоанна Ламлі  | Вів'єн Роден мати Кеті Роден                                          |                      |                      | Роль другого плану   |
| Вінсент Ріган  | Кріс Вебб коханець Труді Маллой                                       |                      |                      | Роль другого плану   |
| Аліса Паттен   | Аліса наречена Домініка Монтгомері                                    |                      |                      | Роль другого плану   |
| Елла Піл       | Кеті Маллой донька Труді Маллой                                       |                      |                      | Роль другого плану   |
| Чарлі Дженкінс | Ельза донька Шівон Діллон                                             |                      |                      | Роль другого плану   |
| Кеті Джонс     | Вікі Кендалл                                                          |                      | епізодичний персонаж |                      |
| Томас Кессіді  | Пол молодший                                                          | епізодичний персонаж |                      |                      |
| Марк Базелі    | Джефф                                                                 |                      |                      | епізодичний персонаж |
| Вікторія Вікс  | Джемма Грей                                                           | епізодичний персонаж |                      |                      |
| Елла Сміт      | Стеф                                                                  |                      |                      | епізодичний персонаж |
| Кеті Кармайкл  | Елейн Томпсон                                                         |                      | епізодичний персонаж |                      |